# Phalen-Zeichen
Das Phalen-Zeichen (auch Phalen-Test, engl.: Phalen's Maneuver, Phalen's Test) ist ein klinisches Zeichen aus der Neurologie. Bereits im Anfangsstadium eines Karpaltunnelsyndroms kommt es bei längerdauernder endgradiger Handflexion zu Dysästhesien im Versorgungsbereich des Nervus medianus.
Das Zeichen wurde von dem amerikanischen Orthopäden George Phalen (1911–1998) 1948 beschrieben. Während seine Sensitivität der des Hoffmann-Tinel-Zeichens überlegen ist, ist die Spezifität beider Zeichen für die Diagnose eines Karpaltunnelsyndroms relativ gering.